# Waglers oropendola
De Waglers oropendola (Psarocolius wagleri) is een zangvogel uit de familie Icteridae (troepialen).

## Verspreiding en leefgebied
Deze soort telt 2 ondersoorten:
- P. w. wagleri: van zuidoostelijk Mexico tot noordoostelijk Nicaragua.
- P. w. ridgwayi: van zuidelijk Nicaragua tot zuidwestelijk Ecuador.